# 大郷橋
大郷橋（だいごうばし）は、新潟県新潟市の信濃川に架かる新潟県道46号新潟中央環状線の橋長137 m（メートル）の桁橋。

## 概要
右岸側の秋葉区覚路津字三枚潟（かくろづあざさんまいがた）と、左岸側の南区大郷（だいごう）との間を結ぶ。1966年（昭和41年）竣工の現橋梁は橋長137 m、幅員6.9 mの単純活荷重合成鈑桁橋である。車道は2車線で、歩道は設けられていない。
当橋梁の前後には、大郷橋右岸橋・大郷橋左岸橋が架かっており、幅は大郷橋と同じ6.9 m、長さは右岸橋が75.2 m、左岸橋が60.2 mである。
当橋梁の下流側には新潟県道2号新潟寺泊線の信濃川大橋が、上流側には国道460号の臼井橋が架橋されている。

## 歴史
1935年（昭和10年）3月に木橋として架橋された。
1964年（昭和39年）6月16日の新潟地震で落橋し、翌1965年（昭和40年）4月から災害復旧事業の一環として現橋梁への架替えが行われ、1966年（昭和41年）3月に竣工し、4月30日に開通した。
橋梁部は両岸の河川敷に架橋されているが、1990年代から2000年代にかけ、農道の開通や信濃川の堤防改修に伴って橋梁の取付部が相次いで改修され、現在は両端部とも河川敷をクランク状に走破する構造となっている。